# Gnathium eremicola
Gnathium eremicola är en skalbaggsart som beskrevs av Macswain 1952. Gnathium eremicola ingår i släktet Gnathium och familjen oljebaggar. Inga underarter finns listade i Catalogue of Life.